# Bemisia alni
Bemisia alni là một loài côn trùng cánh nửa trong họ Aleyrodidae, phân họ Aleyrodinae.
Bemisia alni được Takahashi miêu tả khoa học đầu tiên năm 1957.